# Ciclón Marcus
El ciclón tropical severo Marcus fue un ciclón tropical muy poderoso que azotó el Territorio del Norte de Australia y la región de Kimberley en Australia Occidental en marzo de 2018. Fue el ciclón tropical más fuerte de la temporada de ciclones de la región australiana de 2017-2018, el ciclón tropical más fuerte en la cuenca de la región australiana desde el ciclón George en 2007, el quinto ciclón más intenso en la cuenca australiana y está empatado con el ciclón Mónica como el ciclón más fuerte en la región australiana en términos de vientos máximos sostenidos de 10 minutos. También fue considerado el peor ciclón en golpear Darwin desde Tracy en 1974. También fue el ciclón tropical más fuerte desde Tracy en golpear Darwin, tocando tierra allí como un ciclón tropical de categoría 2. Marcus se formó el 14 de marzo a partir de un bajo tropical situado sobre el noreste del mar de Timor, que rápidamente se movió al sureste y se fortaleció en un ciclón tropical al día siguiente.

## Historia meteorológica
El 15 de marzo de 2018, se formó una depresión tropical en el oeste del mar de Arafura. A la deriva hacia el este-sudeste al norte de las Islas Tiwi, la depresión tropical se fortaleció hasta convertirse en un ciclón tropical de categoría 1 en la escala australiana temprano el 16 de marzo, y en consecuencia recibió el nombre de Marcus. En un entorno generalmente favorable para la intensificación, el ciclón Marcus alcanzó la categoría 2 en las horas previas a cruzar la costa del Territorio del Norte, el 17 de marzo. El 16 de marzo, Marcus se dirigió hacia la costa australiana y se intensificó rápidamente antes de tocar tierra en Darwin como un débil ciclón tropical de categoría 2.
Marcus se intensificó notablemente al alejarse de la costa. Pronto, la tormenta comenzó a intensificarse rápidamente, y para el 21 de marzo, Marcus alcanzó la categoría 5 de ciclón tropical. Sin embargo, después de hacerlo, la tormenta comenzó a debilitarse rápidamente debido a una combinación de un ciclo de reemplazo de la pared del ojo, una cizalladura del viento más fuerte y aguas más frías. Marcus continuó debilitándose rápidamente a medida que avanzaba hacia el sur. El sistema pronto se volvió postropical el 25 de marzo, aunque el remanente de Marcus continuaría moviéndose hacia el sureste durante un par de días más. El 27 de marzo, el remanente de Marcus se disipó frente a la costa suroeste de Australia.

## Preparativos e impacto
Antes de la tormenta, el 15 de marzo, la Oficina de Meteorología de Australia (BoM) emitió alertas de ciclón para Darwin, las islas Tiwi y partes del noroeste de Top End. Se cancelaron importantes eventos y vuelos hacia y desde Darwin. Aproximadamente 26.000 hogares se vieron afectados por cortes de electricidad como resultado de los vientos destructivos, incluso en zonas tan al sur como Batchelor y Adelaide River. Miles de árboles fueron destruidos en toda la región del Gran Darwin, incluidas muchas caobas africanas plantadas después del ciclón Tracy por su rápido crecimiento y sus cualidades para dar sombra.
Las escuelas públicas y las agencias de servicios públicos no esenciales fueron cerradas mientras continuaban los esfuerzos de limpieza y se retiraban los troncos de los árboles de las carreteras. El ciclón Marcus fue la tormenta más destructiva que azotó Darwin desde que el ciclón Tracy causó devastación en la víspera de Navidad de 1974. Las pérdidas de seguro ascendieron a más de $85 millones de dólares australianos ($65,6 millones de dólares estadounidenses). En total, Marcus causó daños por un valor estimado de $97,46 millones de dólares australianos ($75 millones de dólares estadounidenses). Las elecciones del Consejo Municipal de Palmerston, programadas para el 17 de marzo, se pospusieron una semana hasta el 24 de marzo debido a Marcus. La respuesta de limpieza fue coordinada por los Servicios de Emergencia del Territorio del Norte e incluyó soldados del 5.º Batallón del Regimiento Real Australiano y del 1.er Regimiento de Ingenieros de Combate del Ejército Australiano. La Fuerza Rotatoria de Infantería de Marina de los Estados Unidos – Darwin (MRF-D) también contribuyó a las labores de limpieza.

## Nombre retirado
- Debido a los daños causados por el ciclón en Darwin y su posterior intensificación, el nombre Marcus fue retirado y fue reemplazado por Marco.[20]